# Trentepohlia (Trentepohlia) fenestrata
Trentepohlia (Trentepohlia) fenestrata is een tweevleugelige uit de familie steltmuggen (Limoniidae). De soort komt voor in het Afrotropisch gebied.